# Monique Dupree
Monique Dupree (Newark, 10 dicembre 1974) è un'attrice e modella statunitense.

## Biografia
È nota principalmente per aver interpretato alcuni film distribuiti dalla Troma, come Pot Zombies. È stata eletta, sul sito della Troma, Tromette del mese nel novembre 2006 e 2007. Ha interpretato un piccolo ruolo in American Gangster, diretto da Ridley Scott. È la cantante della band Negro Childe.
Debuttò nel mondo del cinema a 14 anni, nel 1989, interpretando un ruolo in Conta su di me (Lean on Me), diretto da John G. Avildsen. La notorietà arrivò grazie alla sua vittoria nel concorso Fangoria Radio, nel ruolo della "regina dell'urlo". Seguì l'incontro con il presidente della Troma, Lloyd Kaufman, e la partecipazione all'horror Pot Zombies che la consacrò icona del genere splatter.

## Filmografia
- Conta su di me (Lean on Me), regia di John G. Avildsen (1989)
- Le riserve (The Replacements), regia di Howard Deutch (2000)
- Pot Zombies, regia di Justin Powers (2005)
- The Ten, regia di David Wain (2007)
- Life Support, regia di Nelson George (2007)
- One Night, regia di Michael Knowles (2007)
- American Gangster, regia di Ridley Scott (2007)
- Bikini Bloodbath Christmas, regia di Jonathan Gorman e Thomas Edward Seymour (2008)
- Zombthology, di registi vari (2008)